# Beautiful Game Studios
Beautiful Game Studios是设于伦敦的电脑游戏开发工作室。工作室为史克威尔艾尼克斯内部的开发团队，由Eidos互动为开发冠军足球经理系列而于2003年设立。它们最后一部作品是2009年9月11日发行的《冠军足球经理2010》。
2009年11月25日，史克威尔艾尼克斯欧洲确认Beautiful Game Studios将因“为冠军足球经理品牌的成功商业前景”而调整。在成本削减运动中，高达80%的工作人员将会被裁去或迁移至Eidos上海，而罗伊·梅雷迪思将继续领导工作室。而冠军足球经理系列的开发仍然继续。
2010年2月2日，与Beautiful Game Studios合作开发《冠军足球经理Online》的Jadestone Group宣布，游戏将于2010年4月30日关闭，而决定由游戏持有者Eidos互动作出。
2010年6月11日，宣布称2010/2011季没有游戏发行，并称“一直在积极寻找方法重新聚焦系列的愿景，并重新定义我们的商业模式”。但他们又称“我们也还将宣布，在下一季中将会公布几个新冠军足球经理作品”。其中还包括2010年版成功之后的新iPhone游戏。
随着史克威尔艾尼克斯购买Eidos，Beautiful Game Studios也成为史克威尔艾尼克斯欧洲旗下的公司。它们以史克威尔艾尼克斯名义发行的第一个游戏是iOS独占棒球游戏《棒球本垒打》，其使用虚拟街机摇杆操作方式。